# Боррьелло, Брендон
Брендон Жоэль Боррьелло (англ. Brandon Joel Borrello; род. 25 июля 1995, Аделаида, Австралия) — австралийский футболист, нападающий клуба «Уэстерн Сидней Уондерерс» и национальной сборной Австралии.

## Клубная карьера
Боррьелло — воспитанник клуба «Брисбен Роар». 3 ноября 2013 года в матче против «Мельбурн Сити» он дебютировал в А-Лиге. В своём дебютном сезоне Брендон стал чемпионом Австралии. 8 ноября 2014 года в поединке против «Мельбурн Сити» он забил свой первый гол за «Брисбен Роар». Летом 2017 года Боррьелло подписал трёхлетний контракт с немецким «Кайзерслаутерном».
В сезоне 2018/19 Боррьелло перешёл в клуб Бундеслиги «Фрайбург», несмотря на разрыв крестообразной связки. 1 сентября 2020 года на правах аренды он присоединился к «Фортуне» Дюссельдорф.

## Стиль игры
Брендон Боррьелло — динамичный игрок, действующий на пространстве, известный своей силой и прямым движением на защитников; его темп и креативность делают его постоянной угрозой в финальной трети. Это универсальный игрок, который выступает в основном на позиции вингера, но способен выйти и на острие атаки.
В «Брисбен Роар» Боррьелло часто выходил на правом фланге атаки в схеме 4-3-3. Используя свою скорость и хладнокровие, он внёс свой вклад в атаку команды. Находясь на фланге, Боррьелло демонстрирует свои навыки дриблинга, входя в штрафную соперника и выполняя точные прострелы, тем самым создавая голевые моменты для своих товарищей по команде.
В «Фрайбурге» австралиец был переведён с края атаки на позицию десятки, где продемонстрировал хороший уровень игры. В «Фортуне» Боррьелло вернулся на свою родную позицию и продолжил доминировать на правом фланге.
В «Уэстерн Сидней Уондерерс» игрок снова был вынужден играть на непрофильной позиции. Главный тренер Марк Рудан поставил Боррьелло на позицию нападающего после ухода Сулеймана Крпича, который не смог стать лидером атаки. Это изменение позиции подчеркнуло подвижность, позитивность, меткий удар и готовность Боррьелло идти вперёд, а техника и постоянное движение вне игры выделяло его среди других нападающих. Его скорость работы и прессинг делают его особенно эффективным против пары центральных защитников и опорного полузащитника, так как он разрушает их оборонительную структуру и создаёт возможности для атакующих полузащитников.

## Личная жизнь
С момента переезда в 2011 году семья Боррьелло владеет франшизой Subway, расположенной в пригороде Брисбена Нарангба. В молодости Боррьелло работал в семейном бизнесе, приобретя ценный опыт в пищевой промышленности. Дядя футболиста работает тренером академии клуба «Уэстерн Страйкерс» в Аделаиде. После переезда в Германию Боррьелло навещал свою семью во время отпусков или во время сборов со сборной, где его мать наблюдала за его играми. Свободно говорит по-немецки.
В 2015 году, выступая за «Брисбен Роар», Боррьелло поступил на бакалавра бизнеса в Университет Гриффита, государственный исследовательский университет в Юго-Восточном Квинсленде. Это произошло благодаря партнёрству между клубом и университетом, что дало возможность игроку совмещать учёбу и профессиональную карьеру.

## Достижения

### Командные
«Брисбен Роар»
- Чемпион Австралии — 2013/14

### Личные
- Игрок года Молодёжной Эй-лиги: 2014
- Команда года по версии ПФА[англ.]: 2022/23